# 山䳍屬
山䳍属（学名：Tinamotis）也称高原䳍属是䳍形目䳍科的一个属，包含以下2个物种：
- 北山䳍 Tinamotis pentlandii
- 南山䳍 Tinamotis ingoufi